# Carmen (imię)
Carmen, Karmen – imię żeńskie pochodzenia hiszpańskiego. 
Carmen i Karmen imieniny obchodzą 16 lipca
Znane osoby o imieniu Carmen:
- Carmen Electra – amerykańska modelka, aktorka
- Carmen Hernández – hiszpańska teolożka
- Carmen Kass – estońska modelka
- Carmen Laforet – hiszpańska powieściopisarka
- Carmen Maura – hiszpańska aktorka
- Carmen Thalmann – austriacka narciarka alpejska